# Бутовщина (село)
Бутовщина (укр. Бутовщина) — село,
Жовтневенский поселковый совет,
Белопольский район,
Сумская область,
Украина.
Код КОАТУУ — 5920655302. Население по переписи 2001 года составляет 28 человек .

## Географическое положение
Село Бутовщина находится на расстоянии в 3,5 км от реки Вир.
На расстоянии до 3-х км расположены сёла Шевченковка, Самара, Гостинное, Аркавское и посёлок Зоряное.
По селу протекает пересыхающий ручей с запрудой.